# Geely Xingyue L
La Geely Xingyue L (in cinese 吉利 星 越 L; pinyin Jílì xīng yuè L, che significa "croce di stelle"), o Geely Monjaro per i mercati d'esportazione, è un'autovettura prodotto dalla casa automobilistica cinese Geely dal 2021.

## Descrizione
La vettura è un SUV di grandi dimensioni, chiamata col nome in codice KX11 durante la fase di sviluppo, è stata progettato dal Geely Design Global Center di Shanghai. Realizzata sulla piattaforma CMA condivisa con Volvo e Polestar, è il terzo modello dal marchio Geely basata su questo pianale. Presentata ufficialmente al salone di Shanghai 2021, viene alimentata da un motore quattro cilindri turbo benzina da 2.0 litri VEP4 serie Drive-E di derivazione Volvo, disponibile nelle varianti 2.0TD-T4 Evo e 2.0TD-T5, con il 2.0TD-T4 Evo che sviluppa 218 CV e 325 Nm e la variante più potente 2.0TD-T5 che sviluppa 238 CV e 350 Nm. La trasmissione è affidata rispettivamente ad un DCT a 7 marce per il motore 2.0TD-T4 Evo e un 8AT a convertitore di coppia della Aisin per la 2.0TD-T5. Unica opzione di trazione  disponibile è quella integrale, con il sistema delle quattro ruote motrici fornita dalla BorgWarner.